# Децима (богиня)
Децима (лат. Decima) — одна из трёх Парок, или богинь Судьбы, в древнеримской мифологии. Она отмеряет, какой длины будет нить жизни каждого конкретного человека, с помощью своего посоха. Также является богиней деторождения. В древнегреческой мифологии ей соответствует мойра Лахесис.
Вместе с Ноной и Мортой они контролируют метафорическую нить жизни.